# 松下駅 (咸鏡南道)
松下駅（ソンハえき、송하역）は、朝鮮民主主義人民共和国咸鏡南道新興郡に位置する新興線の駅である。

## 隣の駅
新興線
慶興駅 - 松下駅 - 松興駅